# 大牟田柳川信用金庫
大牟田柳川信用金庫（おおむたやながわしんようきんこ）は、福岡県大牟田市に本店を置く信用金庫である。

## 沿革

### 大牟田信用金庫
- 1917年5月21日 三川信用購買組合を設立
- 1925年12月 信用組合に転換し、有限責任三池港信用組合に改組
- 1945年12月 市街地信用組合法に基づいて改組
- 1946年10月 大牟田信用組合と改称
- 1950年4月 中小企業等協同組合法に基づいて改組
- 1950年10月 信用金庫法に基づき、大牟田信用金庫となる。

### 統合後
- 2004年11月15日 大牟田信用金庫と柳川信用金庫が対等合併し、「大牟田柳川信用金庫」となる。本店（本店営業部）は旧大牟田信用金庫本店に設置され、旧柳川信用金庫本店は柳川営業部となっている。
- 2019年1月15日 この日から磁気の影響を受けにくい新しい通帳（Hi-Co通帳）を取扱開始した(Hi-Co通帳に対応していない信用金庫ATMではHi-Co通帳は使えない。) [1]。